# Puellina californiensis
Puellina californiensis är en mossdjursart som beskrevs av Soule, Soule och Chaney 1995. Puellina californiensis ingår i släktet Puellina och familjen Cribrilinidae. Inga underarter finns listade i Catalogue of Life.